# David O'Hara
David Patrick O'Hara (Glasgow, 9 luglio 1965) è un attore britannico.

## Vita e carriera
O'Hara è nato a Glasgow, Scozia, figlio di Martha e Patrick O'Hara, un operaio edile. È apparso in molti film e serie TV, compreso un ruolo primario nella serie statunitense The District, che ha lasciato dopo una stagione per tornare in Gran Bretagna e in Irlanda.
Ha interpretato il memorabile e indimenticabile ruolo del "pazzo" irlandese Stephen nel film Braveheart - Cuore impavido nel quale diventa fedele amico e protettore di William Wallace (Mel Gibson).
(Stephen l'irlandese, interpretato da David O'Hara, sull'Irlanda)
Nel 2006 è apparso nel ruolo di Fitzy, uno dei capi mafiosi di Jack Nicholson nel film premio Oscar The Departed. Nel giugno 2009 O'Hara ha girato la serie The Tudors a Dublino. Ha poi recitato il ruolo di Albert Runcorn nel film Harry Potter e i Doni della Morte - Parte 1.

## Filmografia

### Cinema
- Comfort and Joy, regia di Bill Forsyth (1984)
- Link, regia di Richard Franklin (1986)
- Resurrected, regia di Paul Greengrass (1989)
- The Bridge, regia di Syd Macartney (1991)
- Braveheart - Cuore impavido (Braveheart), regia di Mel Gibson (1995)
- The Near Room, regia di David Hayman (1995)
- Una scelta d'amore (Some Mother's Son), regia di Terry George (1996)
- L'ombra del diavolo (The Devil's Own), regia di Alan J. Pakula (1997)
- The Slab Boys, regia di John Byrne (1997)
- Amori e imbrogli (The MatchMaker), regia di Mark Joffe (1997)
- Fever, regia di Alex Winter (1999)
- The Match, regia di Mick Davis (1999)
- Janice Beard - Segretaria in carriera (Janice Beard 45 WPM), regia di Clare Kilner (1999)
- Made - Due imbroglioni a New York (Made), regia di Jon Favreau (2001)
- Sotto massima copertura - Den of Lions (Den of Lions), regia di James Bruce (2003)
- Stander - Poliziotto Scomodo (Stander), regia di Bronwen Hughes (2003)
- Hotel Rwanda, regia di Terry George (2004)
- Tristano & Isotta (Tristan + Isolde), regia di Kevin Reynolds (2006)
- Club Soda, regia di Paul Carafotes - cortometraggio (2006)
- The Departed - Il bene e il male (The Departed), regia di Martin Scorsese (2006)
- Doomsday - Il giorno del giudizio (Doomsday), regia di Neil Marshall (2008)
- Wanted - Scegli il tuo destino (Wanted), regia di Timur Bekmambetov (2008)
- Jack Said, regia di Leander Basannavar e Michael Tchoubouroff (2009)
- Darfur, regia di Uwe Boll (2009)
- The Kid, regia di Nick Moran (2010)
- Golf in the Kingdom, regia di Susan Streitfeld (2010)
- Harry Potter e i Doni della Morte - Parte 1 (Harry Potter and the Deathly Hallows: Part 1), regia di David Yates (2010)
- Cowboys & Aliens, regia di Jon Favreau (2011)
- Rapina a Belfast (Whole Lotta Sole), regia di Terry George (2011)
- Contraband, regia di Baltasar Kormákur (2012)
- Best Laid Plans, regia di David Blair (2012)
- The Groundsman, regia di Jonny Blair - cortometraggio (2013)
- Reach Me - La strada per il successo (Reach Me), regia di John Herzfeld (2014)
- The Messenger, regia di David Blair (2015)
- Dias Santana, regia di Maradona Dias Dos Santos e Chris Roland (2016)
- In Extremis, regia di Steve Stone (2017)
- Dirt Road to Lafayette, regia di Kenneth Glenaan (2018)
- Un uomo tranquillo (Cold Pursuit), regia di Hans Petter Moland (2019)
- Il professore e il pazzo (The Professor and the Madman), regia di Farhad Safinia (2019)
- Il passero - The Sparrow, regia di Michael Kinirons (2022)

### Televisione
- One by One – serie TV, episodi 2x1-2x2-2x12 (1985)
- The Monocled Mutineer – miniserie TV, episodi 1x2 (1986)
- Taggart – serie TV, episodi 6x1 (1990)
- Never the Sinner, regia di Paul Annett - film TV (1990)
- Chimera – miniserie TV, episodi 1x1-1x3 (1991)
- Jute City – serie TV, episodi 1x1-1x2-1x3 (1991)
- Screen Two – serie TV, episodi 7x4-9x9 (1990-1992)
- Full Stretch – serie TV, episodi 1x1 (1993)
- Grushko – serie TV (1994)
- The Tales of Para Handy – serie TV, episodi 1x5 (1994)
- Open Fire, regia di Paul Greengrass - film TV (1994)
- Prime Suspect 5: Errors of Judgement – miniserie TV, episodi 1x1-1x2 (1996)
- Disneyland (The Wonderful World of Disney) – serie TV, episodi 1x9 (1997)
- Jesus – miniserie TV, episodi 1x1 (1999)
- Donovan Quick, regia di David Blair - film TV (2000)
- Fuoco incrociato (Crossfire Trail), regia di Simon Wincer - film TV (2001)
- The District – serie TV, 23 episodi (2000-2001)
- The Commander, regia di Michael Whyte - film TV (2003)
- Pulling Moves – serie TV, episodi 1x10 (2004)
- The Commander: Blackdog, regia di Charles Beeson - film TV (2005)
- Damage, regia di Aisling Walsh - film TV (2007)
- Trial & Retribution – serie TV, episodi 11x7 (2008)
- I Tudors (The Tudors) – serie TV, 9 episodi (2010)
- Covert Affairs – serie TV, episodi 3x10 (2012)
- Luther – serie TV, 4 episodi (2013)
- Gotham – serie TV, episodi 1x17-1x19 (2015)
- Agents of S.H.I.E.L.D. – serie TV, episodi 4x18-4x19-4x20 (2017)

## Doppiatori italiani
Nelle versioni in italiano dei suoi film, David O'Hara è stato doppiato da:
- Stefano De Sando in Wanted - Scegli il tuo destino, Contraband
- Enzo Avolio in Hotel Rwanda, Agents of S.H.I.E.L.D.
- Stefano Benassi in Fuoco incrociato
- Gaetano Varcasia in The Departed - Il bene e il male
- Angelo Maggi in Doomsday - Il giorno del giudizio
- Massimo Lodolo in Braveheart - Cuore impavido
- Franco Mannella in The District
- Antonio Sanna in L'ombra del diavolo
- Francesco Pannofino in Jesus
- Antonio Palumbo in Un uomo tranquillo
- Pasquale Anselmo in I Tudors
- Gerolamo Alchieri in Cowboys & Aliens
- Francesco Prando in Luther
- Carlo Valli in S.W.A.T.
- Saverio Moriones in Gotham